# Борове (гміна Моґельниця)
Борове (пол. Borowe) — село в Польщі, у гміні Могельниця Груєцького повіту Мазовецького воєводства.
Населення — 365 осіб (2011).
У 1975-1998 роках село належало до Радомського воєводства.

## Демографія
Демографічна структура станом на 31 березня 2011 року:
|          | Загалом | Допрацездатний вік | Працездатний вік | Постпрацездатний вік |
| -------- | ------- | ------------------ | ---------------- | -------------------- |
| Чоловіки | 188     | 34                 | 126              | 28                   |
| Жінки    | 177     | 37                 | 86               | 54                   |
| Разом    | 365     | 71                 | 212              | 82                   |